# Сальвирола
Сальвирола (итал. Salvirola) — коммуна в Италии, располагается в регионе Ломбардия, в провинции Кремона.
Население составляет 933 человека (2008 г.), плотность населения составляет 133 чел./км². Занимает площадь 7 км². Почтовый индекс — 26010. Телефонный код — 0373.
Покровителями коммуны почитаются святой апостол Пётр и святой Антоний Великий.

## Демография
Динамика населения:

## Администрация коммуны
- Официальный сайт: